# 戶塚安行站
戶塚安行站（日语：／ Tozuka-angyō eki */?）是一個位於埼玉縣川口市大字長藏新田，屬於埼玉高速鐵道線的鐵路車站。車站編號是SR 24。

## 歷史
- 2001年（平成13年）3月28日 - 開業。站名是現在的地區名戶塚與安行合併得出。另外，站名決定為止的臨時名稱是「川口戶塚站」。

## 車站構造
島式1面2線的地底車站。裝有保安用的月台閘門系統。車站顏色是黃色。
地下1樓是閘口層，地下2樓是月台層。

### 月台配置
| 月台 | 路線       | 方向 | 目的地                   |
| ---- | ---------- | ---- | ------------------------ |
| 1    | 埼玉球場線 | 下行 | 東川口、浦和美園方向     |
| 2    | 埼玉球場線 | 上行 | 赤羽岩淵、目黑、日吉方向 |

## 利用狀況
2016年度的1日平均上車人次為7,149人。
埼玉高速鐵道的車站當中乘客人數僅多於相鄰的新井宿站，排行尾二。
開業以後的1日平均上車人次的推移如下表｡
| 年度               | 上車人次 | 來源   |
| ------------------ | -------- | ------ |
| 2001年（平成13年） | 2,886    | [ 3 ]  |
| 2002年（平成14年） | 3,455    | [ 4 ]  |
| 2003年（平成15年） | 3,798    | [ 5 ]  |
| 2004年（平成16年） | 4,171    | [ 6 ]  |
| 2005年（平成17年） | 4,573    | [ 7 ]  |
| 2006年（平成18年） | 4,976    | [ 8 ]  |
| 2007年（平成19年） | 5,314    | [ 9 ]  |
| 2008年（平成20年） | 5,595    | [ 10 ] |
| 2009年（平成21年） | 5,772    | [ 11 ] |
| 2010年（平成22年） | 5,908    | [ 12 ] |
| 2011年（平成23年） | 5,961    | [ 13 ] |
| 2012年（平成24年） | 6,202    | [ 14 ] |
| 2013年（平成25年） | 6,440    | [ 15 ] |
| 2014年（平成26年） | 6,617    |        |
| 2015年（平成27年） | 6,893    |        |
| 2016年（平成28年） | 7,149    |        |

## 相鄰車站
埼玉高速鐵道
 埼玉球場線
新井宿（SR 23）－戶塚安行（SR 24）－東川口（SR 25）

## 外部連結
- 戶塚安行站 （页面存档备份，存于） - 埼玉高速鐵道